# Precious Cargo (film)
Precious Cargo is een Canadese  actiefilm uit 2016 met in de hoofdrollen Mark-Paul Gosselaar en Bruce Willis. De film werd heel slecht ontvangen en behaalde een zeldzame 0%-score op Rotten Tomatoes, dit betekent dat alle recensies verzameld door de website negatief waren.

## Plot
Een misdaadbaas probeert iets van een andere dief te stelen.

## Rolverdeling
- Mark-Paul Gosselaar - Jack
- Bruce Willis - Eddie Pilosa
- Claire Forlani - Karen
- John Brotherton - Nicholas
- Lydia Hull - Jenna
- Daniel Bernhardt - Simon